# Pont Vell (Osor)
El Pont Vell és una obra d'Osor (Selva) inclosa a l'Inventari del Patrimoni Arquitectònic de Catalunya. El Pont Vell està ubicat al bell mig del nucli urbà, sobre la riera d'Osor, unint les dues parts del poble concretades en els carrers del Pont i de França respectivament.

## Descripció
Es tracta d'un gran pont de pedra amb una arcada central de dimensions considerables. Es percep, a simple vista, que la relació entre la llum (amplada) i la sageta (alçada) és equilibrada i proporcional, sense que una destaqui o primi per sobre de l'altra.
Tot i que a simple vista només percebem una gran arcada, se sap que hi ha arcades menors (fins a quatre) amagades sota els edificis circumdants. Això vol dir que en origen el pont albergava unes grans proporcions, res a veure amb les que té avui en dia. Ara bé l'expansió urbana i el creixement demogràfic van ser totalment contraproduents pel pont, ja que van engolir gran part del seu espai físic. A la base de l'arcada de la dreta es veuen les restes d'un doble tallamar.
El Pont Vell es troba en bastant bon estat de conservació, com així ho acredita tant el paviment o calçada, amb certa pendent en llom d'ase, empedrada amb llombardes que estan poc gastades, que oscil·len entre mida mitjana i petita, com l'esquelet del pont format per l'aglomeració de pedres fragmentades sense desbastar i treballar i còdols de riu manipulats a cops de martell i lligades amb morter de calç. El coronament del pont, que actuaria paral·lelament com una improvisada barana, està format per uns grans blocs de pedra, totalment irregulars i sense desbastar i treballar.

## Història
El Pont Vell va ser construït en el segle xv, i posteriorment reconstruït diverses vegades amb el pas successiu del temps, després que un terratrèmol n'ensorrés un d'anterior. El pont té com a missió principal unir les dues parts del poble separades per la Riera d'Osor.
La Riera d'Osor neix entre els termes d'Espinelves i Sant Hilari Sacalm per la unió de la riera Gran, que prové del Pla de les Arenes, a uns 1.060 metres, amb aigua del torrent de Muntanyeta, del xaragall del Pla Esteve i del torrent de la Gobarra, el Coll, Sant Gregori i dels septentrionals de Sant Miquel, Llavanyes i Santa Bàrbara. Té afluents com la riera del Masquintà, la del Carbonell, la de la Maduixa, la de les Ribes o Noguerola, la Gironella o Grevolosa i la de can Pallaringa, a part de molts torrents, rierols i sots.
Quan la riera ha iniciat la seva cursa, corre amb força cap a la vall d'Osor tot fent un recorregut per un congost estret i molt inaccessible, voltat de penyals i d'un espessa vegetació, circumstància que permet la formació de salts d'aigua. Des d'Osor, baixa més calmada, dibuixant sinuosos meandres fins a unir-se amb el Ter. El seu tram total és d'uns vint-i-cinc quilòmetres, entre Sant Hilari i el pont que separa Anglès i la Cellera.
La riera no és gaire llarga, però els seus recursos han estat aprofitats al llarg del temps; regatge dels cultius, moure rodes de molí, fer electricitat i per la indústria tèxtil i minera.